# Malta Football Association
Malta Football Association (MFA) är Maltas nationella fotbollsförbund. Förbundet bildades år 1900 och inträdde i Fifa 1959 och Uefa 1960.
År 2000 firade förbundet sitt 100-årsjubileum.

### Fotnoter
1. ↑  Patrick Cooke (27 oktober 2013). ”What can Malta learn from Iceland's football success?” (på engelska). Times of Malta. http://www.timesofmalta.com/articles/view/20131027/football/What-can-Malta-learn-from-Iceland-s-football-success-.492059#.UoVUc3DxrZ4. Läst 23 maj 2015.
2. ↑  ”Malta seek to mirror off-field progress” (på engelska). UEFA. http://www.uefa.org/member-associations/association=mlt/index.html. Läst 23 maj 2015.
3. ↑  ”History” (på engelska). Malta Football Association. Arkiverad från originalet den 16 juni 2015. https://web.archive.org/web/20150616145718/http://www.mfa.com.mt/en/the-mfa/themfa/7/history.htm. Läst 23 maj 2015.